# Athetis orbata
Athetis orbata là một loài bướm đêm trong họ Noctuidae.